# ساكرامينيا
ساكرامينيا التي عرفها مسلمو الأندلس باسم شقرمنية هي بلدية في مقاطعة شقوبية بمنطقة قشتالة وليون في إسبانيا. ووفقًا لإحصاء سكان عام 2004 الذي أجراه المعهد الوطني للإحصائيات بإسبانيا, فقد بلغ عدد سكانها 540 نسمة.